# Zelene, Huseatîn
Zelene (în ucraineană Зелене) este localitatea de reședință a comunei Zelene din raionul Huseatîn, regiunea Ternopil, Ucraina.

## Demografie
Componența lingvistică a localității Zelene
     Ucraineană (99,79%)
     Alte limbi (0,21%)
Conform recensământului din 2001, majoritatea populației localității Zelene era vorbitoare de ucraineană (99,79%), existând în minoritate și vorbitori de alte limbi.